# Samuel Blesendorf
Samuel Blesendorf d. J. (getauft 11. Januar oder 11. August 1633 in Berlin; † 1699 ebenda) war ein deutscher Miniaturporträtist, Zeichner, Kupferstecher, Emaillemaler und Goldschmied.

## Leben und Werk

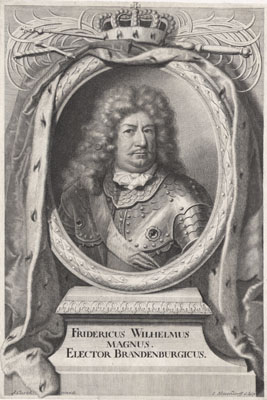
Ein Kupferstich von Samuel Blesendorf, dargestellt ist der Große Kurfürst

Samuel Blesendorf war der Sohn des Goldschmieds Samuel Blesendorf d. Ä. (ca. 1598–1651). Sein Bruder Anasias (getauft 23. August 1631; † um 1670) war auch Goldschmied. Samuel d. J. war 1673 und 1679 in Den Haag als Goldschmied tätig, bevor er sich 1679 als Goldschmied in Berlin niederließ. Nebenbei arbeitete er als Porträtmaler und Kupferstecher. Am 24. Januar 1696 wurde er Hofkupferstecher des Kurfürsten und späteren Königs Friedrich III. 1699 wurde er zum Adjunctis extraordiraris an der neu gegründeten Kunstakademie ernannt. Blesendorf schuf vorwiegend Miniaturen, Porträtstiche und Architekturdarstellungen. Am berühmtesten ist sein Stich „Bildnis des Markgrafen Johann Friedrich von Brandenburg-Ansbach nebst Gemahlin“ (nach dem Gemälde von Caspar Netscher). Für das Bestandsverzeichnis der kurfürstlichen Sammlungen, das Lorenz Beger als  „Thesaurus Electoralis Brandenburgici“ herausgab, stellte er einige Kupferstiche her, die Berlin und das königliche Schloss darstellen.
Sein Sohn Constantin Friedrich Blesendorf (getauft 22. Februar 1674; † 21. Dezember 1744) wurde auch Kupferstecher, Maler und Zeichner. Seine Tochter Elisabeth Blesendorf war Sängerin und Malerin.

## Werke im „Thesaurus Electoralis Brandenburgici“
- Ansicht Berlins vom Südwesten DOI
- Das Churfürstliche Schloss mit dem Wasserturm und der Dominikanerkirche DOI
- Blick von der Burgstraße über die lange Brücke auf Schloss, alten Dom und Marstall DOI
- Schloss Bornim DOI
- Ansicht des Audienzgemachs DOI
- Die Kunstkammer im Königlichen Schloss DOI
- Hilariterati Publicae – Die überdachte Manege DOI